# هيربال ماجيك
هيربال ماجيك (بالإنجليزية: Herbal Magic)‏ وترجمتها حرفيًّا سحر الأعشاب، هي شركة كندية لإنقاص الوزن والتغذية مقرها في تورنتو، أونتاريو. تعمل الشركة من خلال شبكة تضم ما يقرب من 150 مركز لإنقاص الوزن والتغذية في كندا، وهي أكبر شركة لإنقاص الوزن في كندا. يشمل البرنامج تدريبًا شخصيًا واحد إلى واحد، ومنتجات الصحة الطبية (بما في ذلك دعم الفيتامينات) وطعام محلات البقالة المشترى.

## تاريخها
أُسِّسَت هيربال ماجيك في عام 1995 بواسطة ديتر ديكر الذي فتح أول مركز لإنقاص الوزن والتغذية في لندن بأونتاريو. بعد نمو الأعمال لتصل إلى 228 مركز على الصعيد الوطني (220 في كندا، و 8 تحت اسم نوتري ماجيك في ميشيجان)، قام ديكر ببيع الشركة في ديسمبر 2003 إلى تريفست، شركة استثمار خاصة مقرها ميامي، شركة الاستثمار الخاصة بـفلوريدا. تم تعيين توم ميكنيلي من تيم هورتونز كمدير تنفيذي، ونمت عديد من الوحدات بنسبة تقارب 45% إلى 300 متجر. في صيف عام 2006، تريفست استأجر CIBC الأسواق العالمية لإطلاق مزاد على هيربال ماجيك. بالنسبة إلى مصدر واحد، تم بيع الشركة في وقت أبكر من المعتاد لأن الاستثمار «تجاوز بالفعل التوقعات». في أكتوبر 2006، تم بيع هيربال ماجيك إلى شركاء TORQUESTS.
في عام 2009، استثمرت شركة كاميرون كابيتال، وهي شركة مقرها تورنتو التي تشكل استثماراتها في نادي الشعر للرجال والجمال الأول، في هذا المجال. في 18 فبراير 2009، أعلنت الشركة عن تغيير في ملكية الاستثمارات الجديدة في هيربال ماجيك INC، بما في ذلك استثمار شخصي من الرئيس ستيفن هودسون. أصبحت "مبادئ كاميرون كابيتال" شريكاً إدارياً لشركة هيربال ماجيك، حيث أشرفت على كل من العمليات الاستراتيجية والعمليات اليومية. في 7 أغسطس 2015، أعلنت الشركة عن إفلاسها وأغلقت جميع متاجرها المركزية والشرقية في كندا، في حين استحوذت متاجرها الأربع والأربعين في كندا على مقرض مضمون واستمرت في العمل. ومع ذلك، من المتوقع إغلاق بعض المتاجر المتبقية في المستقبل.

## البرنامج
يقدم برنامج هيربال ماجيك مزيجا من التدريب الشخصي الخاص والطعام الحقيقي الذي يتم شراؤه من متاجر البقالة والمنتجات الصحية الطبيعية. لديها برامج لتخفيف الوزن مصممة للنساء والرجال ومرضى السكري من كلا الجنسين، والنساء اللاتي يخططن للحمل، والأمهات المرضعات، والذين يعانون من أمراض القلب. تم تصميم البرامج لمساعدة العملاء على فقدان الوزن بمعدل يبلغ جنيهين أسبوعيا. هناك ثلاث مراحل رئيسية لهذا البرنامج بما في ذلك:
- المرحلة الأولى: فقدان الوزن، خلال هذه المرحلة يقوم مدرب الصحة الشخصية بمراجعة التاريخ الطبي للعميل ومجلة الطعام، بالإضافة إلى التوصية بخطة وجبات مع منتجات صحية طبيعية لتحسين فقدان الوزن الصحي. بمجرد الوصول إلى الوزن المطلوب، يدخل العميل المرحلة الثانية.
- المرحلة الثانية: التثبيت. في هذه المرحلة، يعمل العميل ومدرب الصحة الشخصي معا لزيادة كمية الطعام المتناولة مع الحفاظ على الوزن المطلوب للعميل.
- المرحلة الثالثة: الصيانة. يختلف طول مرحلة الصيانة للعملاء بناء على مقدار الوزن المفقود خلال مرحلة إنقاص الوزن. هذه هي المرحلة التي تهدف إلى ضمان الحفاظ على الوزن إلى الأبد.[2]

## المنتجات
بحث فريق هيربال ماجيك الاستشاري العلمي وصمّم كل المنتجات والبرامج التي طوّرها فريق من شركات الصناعة الدوائية، والأطباء الطبيعيين وأخصائيو التغذية المسجلين والصيادلة، تم تصميم منتجات الصحة الطبيعية لهيربال ماجيك لتدعم التحكم بالوزن، وتعزيز الصحة العامة والطاقة. تتكون المنتجات من الأعشاب والمواد الغذائية والفيتامينات والمعادن اعتبارا من يوليو 2012، حصلت جميع المنتجات الصحية الطبيعية في هيربال ماجيك البالغ عددها 46 منتجا على أرقام المنتجات الطبيعية (NPN) مما يعني أنها مرخصة للبيع في كندا وتمتعت بسلامة وفعالية وجودة معتمدة من قبل هيلث كندا.

## روابط خارجية
- الموقع الرسمي